# ペドロ5世 (アラゴン王)
ペドロ5世（Pedro V, 1429年頃 - 1466年6月30日）は、フアン2世の対立王としてアラゴン王（在位：1463年 - 1466年）、バルセロナ伯（ペラ4世　Pere IV, 在位：同）となった人物。ポルトガル王ドゥアルテ1世の弟コインブラ公ペドロとウルジェイ（ウルヘル）女伯エリサベ（イサベル）の長男で、ポルトガルの将軍、またアヴィス騎士団の総長であった。ペドロ・デ・コインブラ（Pedro de Coimbra）などとも呼ばれる。従弟であるアフォンソ5世の最初の王妃でジョアン2世を生んだイザベルは妹である。
ペドロの母方の祖父ウルジェイ伯ジャウマ（ハイメ）2世はアラゴン王アルフォンソ4世の男系の曾孫であり、マルティン1世の死によりバルセロナ家の嫡系が断絶した際には有力な王位継承候補者であった（カスペの妥協を参照）。これがアラゴン王位請求権の根拠となった。